# Архангельский мужик
«Арха́нгельский мужик» — советский документально-публицистический фильм режиссёра Марины Голдовской, снятый в 1986 году об уроженце Архангельской области Николае Сивкове — первом фермере в СССР. 
Название фильма было выбрано авторами, так как «архангельским мужиком» в стихотворении Некрасова «Школьник» (1865) был назван Михайло Ломоносов.
В 1987 году был впервые показан по Центральному телевидению.

## Сюжет
На примере семьи Николая Семёновича Сивкова, живущей на хуторе Красная Горка в Виноградовском районе Архангельской области, фильм рассказывает о сложных проблемах внедрения семейного подряда на селе. Фильм затрагивает вопросы организации труда на селе, место товарно-денежных отношений в социалистической экономике, семейного подряда, смысла, ценности и издержек индивидуальной трудовой деятельности в советском обществе.

## Награды
- 1986 год, МТФ в Каннах — главный приз
- 1987 год, специальный приз по разделу документальных телефильмов XII Всесоюзного фестивале телевизионных фильмов[3].
- 1989 год, Государственная премия СССР
- 1999 год, Государственная премия России[источник не указан 3311 дней].